# Ōminesan-ji
L'Ōminesan-ji (大峯山寺) est un important temple de la religion shugendō situé dans le district de Yoshino de la préfecture de Nara au Japon. Consacré à Zaō-gongen, Il se trouve au sommet du mont Ōmine. Selon la tradition, il est établi durant la période Asuka par En no Gyōja, le fondateur du shugendō, une forme d'ascétisme de la montagne inspiré des croyances bouddhistes et shinto. Le sanctuaire est considéré comme sacré et les femmes n'y sont pas admises.
Il est désigné en 2004 patrimoine mondial de l'UNESCO sous l’appellation « sites sacrés et chemins de pèlerinage dans les monts Kii ».